# Корбо, Антонио Рауль
Антонио Рауль Корбо (англ. Antonio Raul Corbo; род. 10 июля 2009, Сан-Антонио) — американский ребёнок-актёр, наиболее известен по роли Николая Бойла в телесериале «Бруклин 9-9».

## Биография
Начал свою актёрскую карьеру в городе Остин, штат Техас в пятилетнем возрасте. Он прослушивался и снялся в некоторых рекламных роликах.
В 2016 году, в семилетнем возрасте, начал актёрскую карьеру в Лос-Анжелесе и получил самую известную роль Николая Бойла — приёмного сына Чарлза Бойла и Женевьев Миррен-Картер в телесериале «Бруклин 9-9». В том же году он появился в телесериале «Новенькая».
Его первое появление было в телесериале «Бруклин 9-9» в 2016 году в эпизоде «Ночная смена» (англ. The Night Shift), которая относилась к четвёртому сезону. Его последнее появление было в 2020 году в эпизоде «Динь-Дон» (англ. Ding Dong), которая относится к седьмому сезону.
В 2019 году озвучивал Капри Оливера в полнометражном анимационном фильме «Тайная жизнь домашних животных 2».
В 2020 году появился в роли Сэмми в телесериале от CBS «В бедности».

## Фильмография
| Год          |    | Русское название                 | Оригинальное название                  | Роль                              |
| ------------ | -- | -------------------------------- | -------------------------------------- | --------------------------------- |
| 2016         | с  | Новенькая                        | New Girl                               | Николай Бойл                      |
| 2016 — н. в. | с  | Бруклин 9-9                      | Brooklyn Nine-Nine                     | Николай Бойл                      |
| 2017         | тф | —                                | Distefano                              | Нино-младший                      |
| 2018         | с  | Гостевая книга                   | The Guest Book                         | Сэм                               |
| 2018         | с  | Училки                           | Teachers                               | Бенджи                            |
| 2018         | с  | Застрять в середине              | Stuck in the Middle                    | Хантер                            |
| 2018         | с  | Отличные новости                 | Great News                             | Чак в детстве                     |
| 2018         | с  | Одиноки вместе                   | Alone Together                         | Бобби                             |
| 2018         | с  | Алекса и Кэти                    | Alexa & Katie                          | ученик                            |
| 2018         | ф  | Мэри Поппинс возвращается        | Mary Poppins Returns                   | мальчик                           |
| 2018         | тф | —                                | Mean Jean                              | Огги                              |
| 2018         | ф  | Город лжи                        | City of Lies                           | Расселл Полле-младший в молодости |
| 2019         | мс | —                                | The Rocketeer                          | Бен                               |
| 2019         | вс | Навстречу тьме                   | Into the Dark                          | Тейт                              |
| 2019         | мф | Тайная жизнь домашних животных 2 | The Secret Life of Pets 2              | Капри Оливер                      |
| 2019         | мф | Холодное сердце 2                | Frozen II                              | дополнительные роли               |
| 2020         | мс | Бесконечный поезд                | Infinity Train                         | Апекс Мембер                      |
| 2020         | с  | В бедности                       | Broke                                  | Сэмми                             |
| 2020         | мс | Остров летнего лагеря            | Summer Camp Island                     | Оскар                             |
| 2020         | мф | Губка Боб в бегах                | The SpongeBob Movie: Sponge on the Run | маленький Губка Боб               |